# 本多啓吾
本多 啓吾（ほんた けいご）は、日本の男性声優。主にアダルトゲームに声をあてている。

## 出演
太字はメインキャラクター。

### テレビアニメ
- じょしおちっ!〜2階から女の子が…降ってきた!?〜（2018年、相川壮介[1]）

### アダルトゲーム
2005年
- 盗んでMy Heart（ナツキ）
- はじめてどうし（光田陽生）
- チュートリアルサマー
- い・き・な・り・許嫁! 〜姫様のお輿入れ〜（七瀬将一）
- しすたー・すきーむ 〜お姉ちゃんとのシかたについて〜（比留間健吾）

2006年
- ヴァリスX〜優子・もうひとつの運命〜（メガス）
- 黄泉ビト知ラズ 〜甘い雌蕊の性徴誌〜（嶽下馨）
- ヴァリスX〜麗子・傷だらけの戦士〜（メガス）
- ヴァリスX〜ヴァルナ・母と娘の苦悩〜（メガス）
- 七彩かなた -夏休み! ドキラブバカンス夢冒険!-（西乃木涼一）
- ヴァリスX〜チャム・新たなる戦友〜（メガス）
- ヴァリスX〜目覚めよ!ヴァリスの戦士たち〜（メガス）
- 遥かに仰ぎ、麗しの（鹿野上渉）
- Step -二人の関係は一歩ずつ-（八口一）
- tan. -タンジェント-（鬼兵衛ランカスター）

2007年
- 青空がっこのせんせい君。（十六夜）
- なりもの♪
- HoneyComing（緒方肇、西園寺三孝）
- STEP×STEADY（島倉陽一郎）
- マブラヴ ALTERED FABLE（七瀬大尉）
- 世界でいちばんNGな恋（晴彦）

2008年
- G線上の魔王（秋元）
- ふりフリ 〜ふつうのまいにちにわりこんできた、フシギなリンジンたちのおはなしおはなし〜（陸修治）
- X Change Alternative2〜キミノヒトミニウツルキミ〜（田中、菫垣）
- コンチェルトノート（寺内陽太）

2009年
- 才気煥発才色兼備の君たちへ（五条館国広）
- らくがきオーバーハート（黄金澤嵩雅）
- 天神乱漫 -LUCKY or UNLUCKY!?-（東雲庵）
- HoneyComing re:coming（緒方肇、西園寺三孝）
- 装甲悪鬼村正（長坂右京）
- Skyprythem（櫻井遼）
- 終わりなき夏 永遠なる音律（越野隆）

2010年
- Id［イド］ -Rebirth Session-（岩谷淳二）
- 暁の護衛〜罪深き終末論〜（南条武志）
- うたてめぐり
- BUNNYBLACK（ジョン・フッカート、シュシュ、ミラリン、ファットデビル、氷の精霊、竜）
- 光輪の町、ラベンダーの少女（水嶋）
- シェイプシフター（前川浩介）

2011年
- シークレットゲーム CODE:Revise（伊藤大祐）
- 久遠の絆 THE ORIGIN（御門武）

2012年
- 学☆王 -THE ROYAL SEVEN STARS-（セシル・IC・セサモ）
- 水月 弐 〜追憶〜（桐生葦人）
- BUNNYBLACK 2
- -atled- everlasting song（福田隼人）
- 門を守るお仕事
- SINCLIENT（風早颯一）
- 黄昏の先にのぼる明日 -あっぷりけFanDisc-（寺内陽太）

2013年
- BUNNYBLACK 3
- リベリオンズ Secret Game 2nd Stage BOOSTED EDITION（伊藤大祐）

2014年
- きみと僕との騎士の日々 -楽園のシュバリエ-（八角刻親）
- 暁の護衛 トリニティ コンプリートエディション（南条武志）
- 銃騎士Cutie☆Bullet（大川イーグル）

2015年
- 悪魔娘の看板料理

2016年
- プラネット ドラゴン
- 銀色、遥か

2017年
- 星恋＊ティンクル
- 領地貴族
- ノラと皇女と野良猫ハート2

2019年
- 流星ワールドアクター（ナナシ）

2020年
- まいてつ Last Run!!（記者A、新津(中堅議員)）

2021年
- スロウ・ダメージ
- 流星ワールドアクター Badge & Dagger（ナナシ）

### コンシューマーゲーム
- リベリオンズ Secret Game 2nd Stage（伊藤 大祐）
- id [イド] -Rebirth Session-（岩谷 淳二）

### BLCD
- オメルタ CODE:TYCOON ドラマCD vol.1 梓編「波濤の先で待つ者」(葛原 祐吾)

### アダルトアニメ
- ネトラレヅマ 礼子（ヒロアキ）
- 寝取られファイター ヤリっちんぐ!（リョウ）
- 指先案内人 汁だく接待おかわり三杯目（毒島音露）
- 悪の女幹部（カツマ）
- 悪の女幹部 フルムーンナイト（カツマ）

### Webアニメ
- お見合い相手は教え子、強気な、問題児。 （2017年、高宮弘宗）- 完全版

### 吹き替え
- 市民ケーン（ジェデッドアイア・リーランド）